# 中田康雄
中田 康雄（なかた やすお、1943年2月24日 - ）は、日本の実業家。東京都中央区出身。元カルビー株式会社代表取締役社長兼CEO・CIO、元株式会社コジマ社外取締役、元株式会社オートバックスセブン社外取締役、株式会社中田康雄事務所代表取締役。株式会社みらいワークス社外取締役。元株式会社LDH JAPANアドバイザー。株式会社プロレド・パートナーズ顧問。日本のCIOの一人としても名高い。

## 人物
東京都立江北高等学校 1965年、慶應義塾大学商学部卒業。1967年、慶應義塾大学大学院経済学研究科修士課程修了、宇部興産（現：UBE）に入社。1970年、三菱レイヨン（現：三菱ケミカル）に入社。1979年、カルビー入社。1985年6月、同社取締役。2005年、同社で創業家以外で初の代表取締役社長兼CEO、CIOに就任。2009年株式会社中田康雄事務所を設立した。
カルビーで24年間という長期に渡り取締役を務め、工場等の生産管理を皮切りに人事・労務・情報システム・財務・経理・経営企画・香港・中国などのアジア地区関係会社を管掌してきた。副社長時代からCIO、株式会社オートバックスセブン社外取締役などを務め、兼務のまま社長になった。ERPシステムの導入・JAGABEEのビジネスモデル構築・PEPSICOとの戦略提携及び、東証一部上場をさせるべく経営改革を常に実行し松尾雅彦を支えてきた。
食品業界出身者としては珍しく、数多くのIT関連セミナー等で講演をしている。
カルビー社長退任後は、4年に渡り社外取締役を務めたコジマにおいてビックカメラとの統合に至るまでの間、経営基盤の建て直し、経営システムの構造改革を助言していた。オートバックスセブンにおいても10年に渡り、執行機能をアドバイスしていた。

## 略歴
- 1943年2月24日 - 東京日本橋馬喰町に生まれる
- 1965年3月 - 慶應義塾大学商学部卒業[1]
- 1967年3月 - 慶應義塾大学大学院経済学研究科修士課程修了[1]
- 1967年4月 - 宇部興産株式会社入社[1]
- 1970年10月 - 三菱レイヨン株式会社（現在の三菱ケミカル株式会社）入社[1]
- 1979年2月 - カルビー株式会社入社[1]
- 1985年6月 - 同社取締役（生産本部・人事・情報システム・経理部担当）
- 1992年6月 - 同社常務取締役（北部事業部長・総合企画室・人事部・計数部担当）
- 1997年6月 - 同社専務取締役（社長補佐・業務支援部門担当）
- 2003年6月 - 同社取締役副社長兼CFO、CIO
- 2004年6月 - 株式会社オートバックスセブン社外取締役
- 2005年6月 - カルビー株式会社代表取締役社長兼CEO、CIO
- 2009年6月 - カルビー株式会社相談役
- 2009年6月 - 株式会社コジマ社外取締役
- 2013年2月 - 株式会社みらいワークス顧問
- 2013年4月 - 株式会社コジマ社外取締役辞任
- 2014年7月 - 株式会社LDHアドバイザー
- 2015年6月 - 株式会社みらいワークス社外取締役（現任）